# Château de Pornic
Le château de Pornic se situe dans la commune de Pornic, à 50 km de Nantes.

## Localisation

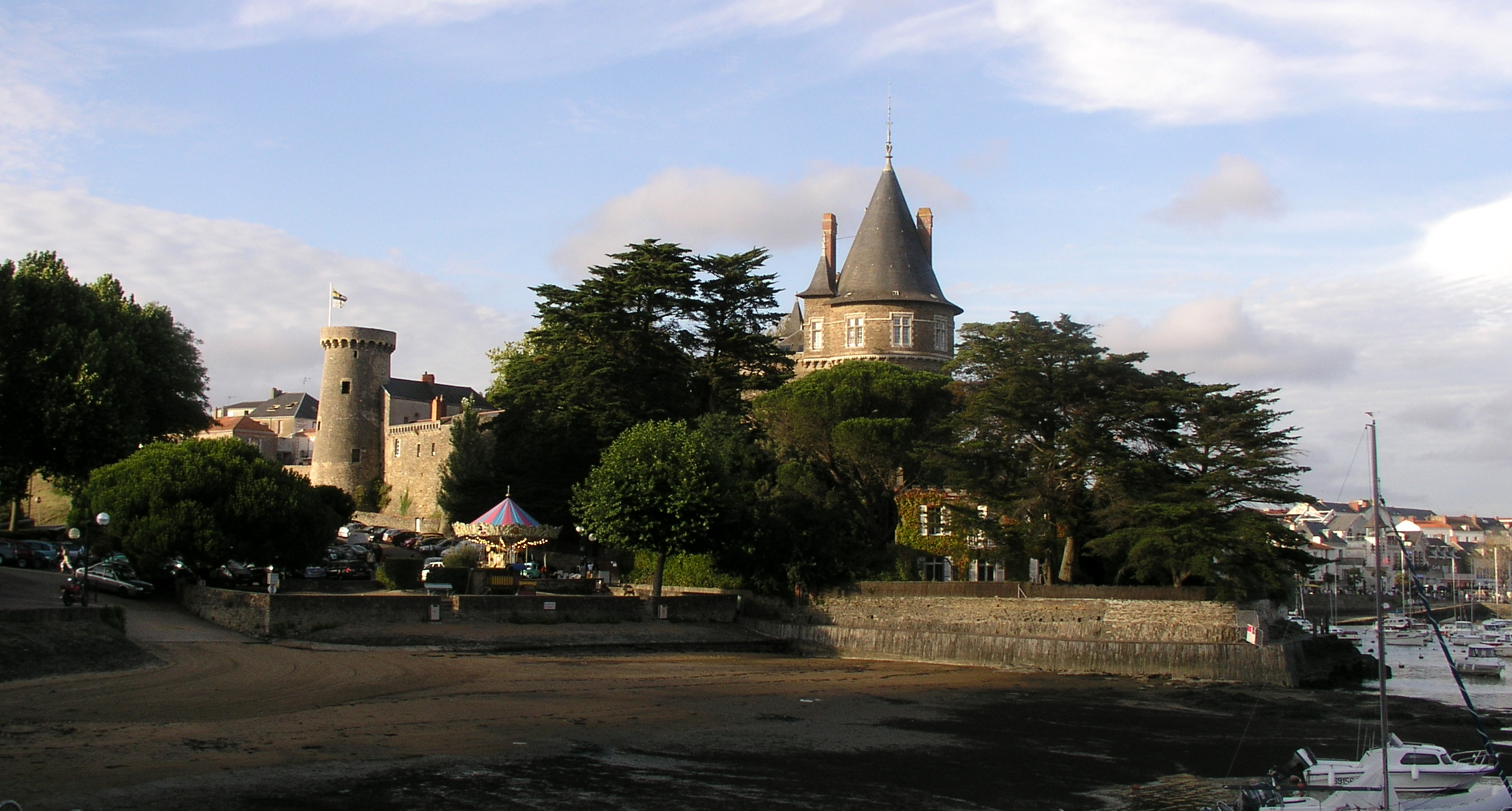
Château de Pornic

Situé sur la rive nord du port de Pornic, le château est depuis longtemps l'un des symboles de la ville. Bordé d'un côté par l'océan, il assurait au Moyen Âge le contrôle du port et de la baie de Bourgneuf.

## Historique
Au Xe siècle, Alain Barbetorte, duc de Bretagne, le construit en bois et en fait une place forte ; il est alors occupé par une garnison qui protège l'entrée de Pornic.
Au XIIe siècle, il est la propriété des seigneurs de Rais qui le reconstruisent en pierre et lui donnent de la valeur. Au XVe siècle, il appartient à Gilles de Rais puis est confisqué par le duc de Bretagne au moment de son procès.
Au XVIIIe siècle, le marquis Alexandre de Brie-Serrant, économiste distingué, achète la baronnie de Retz en 1778. Ses biens sont confisqués pendant la Révolution française, puis de mauvais placements financiers, l'ont totalement ruiné. Le baronnie de Retz n'est réglée que partiellement et tous les châteaux de son duché sont en ruine lorsqu'il décède en 1814.
Au XIXe siècle, le château de Pornic appartient à Casimir Perier, Jacques Laffitte et Philippe-François-Didier Usquin, banquiers, créanciers de la succession du marquis. Il est racheté, en 1824, par le négociant Joseph Le Breton, adjoint au maire de Nantes et fondateur de l'établissement des bains de mer. Il réalise une première restauration du château. En 1886, ses descendants font appel à l'architecte nantais François Bougoüin, pour lui donner son aspect actuel, avec des fenêtres en plein cintre appareillées en briques, dans l'esprit de l'architecture italienne du château de Clisson.
En 1986, le château est inscrit au titre des monuments historiques.
Aujourd'hui, l'édifice est une propriété privée appartenant à la famille de Vogüé qui se visite pendant les Journées européennes du patrimoine ainsi que, durant la saison estivale, par le biais de visites commentées organisées par l'Office de tourisme local.